# Golfo Ukinskaja
Il golfo Ukinskaja (in russo Укинская губа?) è un'insenatura della costa nord-orientale della Kamčatka, in Russia, situata all'interno del golfo Karaginskij, nel mare di Bering. Si trova nel Karaginskij rajon del Territorio della Kamčatka (Circondario federale dell'Estremo Oriente).
Il nome viene dal termine della lingua coriaca ukijin (Укийин), in italiano "aringa".

## Geografia
Il golfo è delimitato a est dalla penisola Ozernoj dove si trova il monte Načikinskaja (o vulcano Načikinskij). Si protende nel continente per 55 km ed è largo all'ingresso 31 km; la profondità dell'acqua raggiunge i 30 m. Le acque d'inverno sono ricoperte di ghiaccio. Nella parte sud-est del golfo si trova l'isola Mandžur (остров Манджур).
Molti corsi d'acqua sfociano nel liman Ukinski che si immette nel golfo: l'Uka, il Načiki, la Srednjaja; mentre i fiumi Ol'chovaja e Malamvajam sfociano nella laguna Malamvajam che si apre a sud, vicino alla penisola Ozernoj. La parte costiera tra le confluenze del liman Ukinski e della laguna Malamvajam si chiama Ukinskij uval.

### Fauna
Nella laguna Malamvajam si trova la riserva "Laguna kazarok", istituita nel 1983 per la protezione degli uccelli. Sono 170 km² che comprendono la zona costiera, l'isola Mandžur e parte della zona acquatica del golfo. Questo è l'unico luogo di riposo nella Kamčatka della Branta bernicla nigrans e di altre oche, tra cui l'Anser albifrons e l'Anser fabalis durante la migrazione autunnale. Nell'area protetta ci sono anche colonie di mammiferi marini: tricheco, leone marino, callorino dell'Alaska e foca dagli anelli.

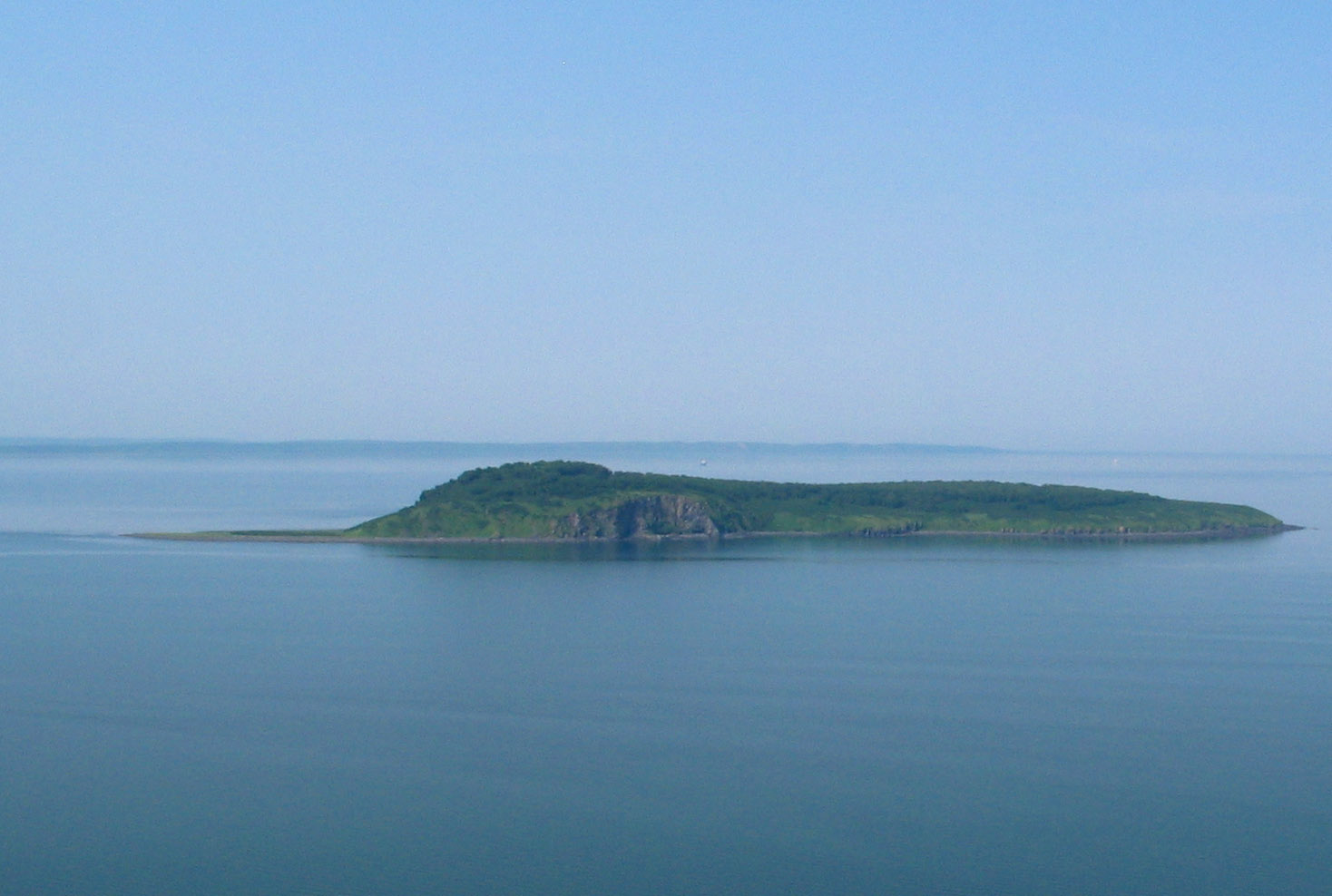
L'isola Mandžur

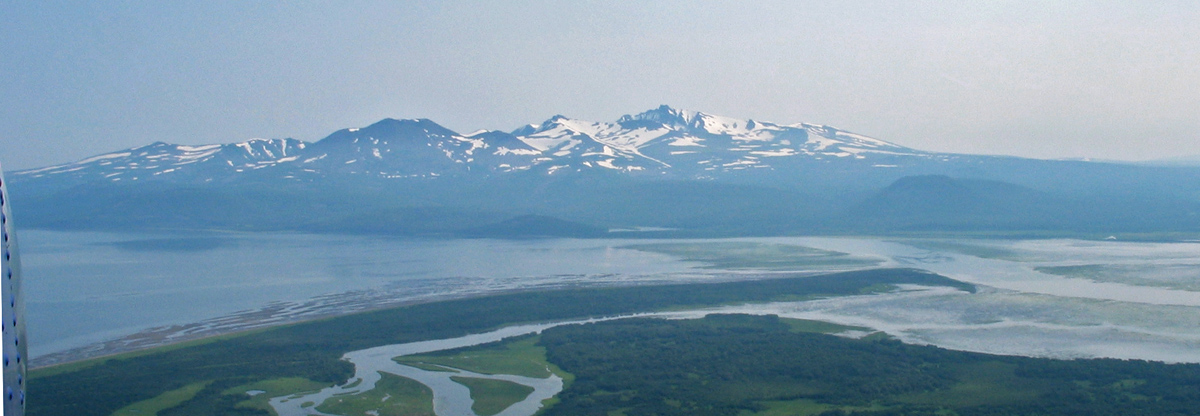
Il vulcano Načikinskij visto dal fiume Uka